# Sylvain van de Weyer
Jean-Sylvain Van de Weyer (19. januar 1802 – 23. maj 1874) var en belgisk politiker og derpå belgisk ambassadør i Storbritannien.
Han blev født i Louvain, men hans familie flyttede til Amsterdam i 1811. Familien vendte tilbage til Louuvain da hans far Josse-Alexandre (1769–1838) blev udnævnt til politikommissær i byen. Jean-Sylvain læste jura på universitetet i Louvain og nedsatte sig som advokat i  Bruxelles i 1823. Her forsvarede han ofte aviser og journalister som kom i karambolage med regeringen i det Forenede kongerige Nederlandene, som vore dages Belgien udgjorde den sydlige halvdel af.
Ved udbruddet af den belgiske revolution i 1830 var Van de Weyer i Louvain, men han skyndte sig til Bruxelles, hvor han blev medlem af dem provisoriske regering. Da han var god til at tale engelsk blev han de revolutionæres diplomat. Kong Leopold 1. af Belgien udpegede ham til sin "særlige udsending" i London.
Van de Weyer blev senere Belgiens 8. premierminister.
Han giftede sig med Elizabeth, som var eneste datter af bankmanden Joshua Bates (fra Barings Bank. De fik to sønner og fem døtre, som voksede op i parrets hjem i Marylebone og på deres landsæde  New Lodge i sognet Winkfield i Berkshire. Deres yngste datter Eleanor blev datter til  Sylvia Brett, den sidste Ranee af Sarawak.

## Eksterne kilder
- Sylvain Van de Weyer at Stad Leuven Arkiveret 20. juli 2011 hos  Wayback Machine (nederlandsk/hollandsk)